# Węgorzewo
Węgorzewo é um município da Polônia, na voivodia da Vármia-Masúria e no condado de Węgorzewo. Estende-se por uma área de 10,87 km², com 11 438 habitantes, segundo os censos de 2017, com uma densidade de 1051,3 hab/km².